# カセンソウ
カセンソウ（歌仙草、学名：Inula salicina var. asiatica ）は、キク科オグルマ属の多年草。

## 特徴
茎は直立して分枝し、高さ60-80cmになり、細く硬く、やや密に毛が生える。地下茎を横に長く伸ばしてふえる。茎につく葉はやや密に互生し、中部の葉は長楕円状披針形で、長さ5-8cm、幅1-2cmになり、先端は鋭く基部は茎を抱き、縁にはまばらな鋸歯がある。葉質は洋紙質で薄いが硬く、葉の表面はざらつき、裏面は葉脈が隆起して目立つ。
花期は7-9月。茎の上部が分枝し、その先に頭状花序をふつう1個ずつつけ、上向きに開く。頭花は黄色で径3.5-4cm、縁につく雌性の舌状花は長さ約9mm、幅約2mmになり、先端に3歯があり、中央部には両性の筒状花が多数つき、筒部の先端は5裂する。舌状花、筒状花ともに結実する。総苞は長さ約1cm、径約2cmの半球形で、総苞片は4列に並び、すべてやや同じ長さ、外片は広披針形で先がとがり、中部以上の片は緑色で密に短毛が生え、その外側に苞葉がある。果実は痩果で、長さ1.5mmの円柱形になり10肋があり、毛は無い。冠毛は長さ8mmになり、毛は多数あってざらつく。
開花時には、鱗片状の根出葉と茎の下部の葉は枯れて無くなっている。これは同属のオグルマと同じ特性であり、同属のミズギクと異なる特性である。また、同属の2種と比べて、舌状花の並びがやや乱れるのが特徴である。

## 分布と生育環境
日本では、北海道、本州、四国、九州に分布し、日当たりのよい山野の草原、湿った草原、水辺の草むら、湿地などに生育する。同属のオグルマより乾いた場所に生える。世界では、朝鮮半島、中国大陸東北部、シベリアに分布する。

## 名前の由来
和名カセンソウは「歌仙草」であるが、牧野富太郎は「名の由来は不明」としている。また、種小名 salicina は「ヤナギのような」、変種名 asiatica は「アジアの」の意味。

## 分類
分類上の基本変種である、茎の毛が少ない var. salicina は、西シベリアからヨーロッパにかけて分布する。
また、カセンソウ var. asiatica を、基本変種 var. salicina と分けないで、Inula salicina のシノニムとする考えもある。